# Malo (Washington)
Malo az Amerikai Egyesült Államok északnyugati részén, Washington állam Ferry megyéjében elhelyezkedő statisztikai település. A 2010. évi népszámlálási adatok alapján 28 lakosa van.
A település postahivatala 1903 óta működik.

## Éghajlat
| Hónap                         | Jan.  | Feb.  | Már.  | Ápr.  | Máj.  | Jún. | Júl. | Aug. | Szep. | Okt.  | Nov.  | Dec.  | Év    |
| ----------------------------- | ----- | ----- | ----- | ----- | ----- | ---- | ---- | ---- | ----- | ----- | ----- | ----- | ----- |
| Rekord max. hőmérséklet (°C)  | 12,2  | 25,6  | 25,0  | 31,7  | 35,6  | 40,0 | 41,7 | 40,6 | 36,7  | 30,6  | 17,8  | 17,8  | 41,7  |
| Átlagos max. hőmérséklet (°C) | −0,6  | 3,3   | 8,9   | 14,4  | 18,9  | 22,8 | 27,8 | 27,8 | 22,2  | 13,3  | 3,3   | −2,2  | 13,4  |
| Átlagos min. hőmérséklet (°C) | −7,8  | −6,7  | −3,3  | −0,6  | 3,3   | 6,7  | 8,9  | 8,3  | 3,9   | −0,6  | −3,9  | −8,9  | −0,0  |
| Rekord min. hőmérséklet (°C)  | −35,6 | −36,7 | −28,3 | −16,1 | −11,7 | −3,9 | −1,7 | −2,8 | −10,0 | −20,6 | −28,9 | −38,9 | −38,9 |
| Átl. csapadékmennyiség (mm)   | 38    | 31    | 32    | 31    | 50    | 50   | 33   | 21   | 21    | 25    | 46    | 54    | 432   |
| Forrás: The Weather Channel   |       |       |       |       |       |      |      |      |       |       |       |       |       |

## Népesség
A 2010-es népszámláláskor  28 lakója, 10 háztartása és 7 családja volt. A népsűrűség 93.3 fő/km2. A lakóegységek száma 17, sűrűségük 56,7 db/km2. A lakosok 78,6%-a fehér,     10,7%-a egyéb, 10,7%-a pedig kettő vagy több etnikumú. A spanyol vagy latino származásúak aránya 10,7% (10,7% mexikói,   )
A háztartások 10%-ában élt 18 évnél fiatalabb. 50% házas, 20% egyedülálló nő,  30% pedig nem család. 30% egyedül élt; 20%-uk 65 éves vagy idősebb. Egy háztartásban átlagosan 2,8 személy élt; a családok átlagmérete 3,57 fő.
A medián életkor 54 év volt. Lakóinak 32,1%-a 18 évesnél fiatalabb, 7,1% 18 és 24 év közötti, 10,7%-uk 25 és 44 év közötti, 42,9%-uk 45 és 64 év közötti, 14,3%-uk pedig 65 éves vagy idősebb. A lakosok 53,6%-a férfi, 46,4%-a pedig nő.